# Хирургическая коррекция пола
Хирурги́ческая корре́кция по́ла — хирургическая операция (операции), производимая в качестве меры лечения гендерного несоответствия, путём приведения в соответствие физического облика трансгендерных людей с их гендерной идентичностью.
Хирургическая коррекция половых признаков может быть исполнена в двух вариантах: с женского на мужской и с мужского на женский.
Данные операции призваны устранить диссонанс между гендерным самовосприятием и телесным обликом трансгендерных людей. В большинстве стран изменение зарегистрированного при рождении пола в документах возможно лишь после хирургического вмешательства. Исключением является Франция, где с 2016 года для смены гражданского пола не требуется прохождение хирургических операций, а также Чили, Мексика и некоторые другие страны. Хирургические операции при трансгендерности направлены на коррекцию генитального и соматического пола (первичных и вторичных половых признаков). Генетический пол человека изменить в данный момент невозможно, однако для трансгендерных людей такой биологический половой признак, как наличие или отсутствие Y-хромосомы, а также меры его изменения, обычно не является сколько-нибудь значимым вопросом.

## История
В 67 году Император Нерон провёл первую в мире «операцию по коррекции пола» своему фавориту Спорусу, и заключил брак.
В 1917 году транс-мужчине Алану Харту впервые в США была проведена гистерэктомия (удаление матки) как один из этапов процедуры хирургической коррекции пола. Также первым транс-мужчиной, который начал процедуру коррекции пола, считают британца Майкла Диллона — при рождении он был Лорой Диллон. В конце 1930-х годов он начал принимать гормоны, в 1942 году ему удалили молочные железы. В конце 1940-х ему сделали 13 операций, во время которых в том числе был сформирован фаллопротез. Но, судя по всему, коррекция пола не была завершена полностью: в одном из медицинских журналов его хирург описывал пациента в письме как «гермафродита с сохраненными женскими гениталиями». 
Первой транс-женщиной, которая перенесла полный цикл операций по коррекции пола, считают Дору Рихтер, которая перенесла орхиэктомию в 1922 году, после чего в 1931 году ей удалили половой член и сделали вагинопластику. Одна из первых в мире операция по коррекции пола была сделана в 1931 году датской транс-женщине Лили Эльбе.

## Феминизирующие операции
Хирургические операции для смены мужских признаков на женские могут включать следующие вмешательства:
1. феминизирующую маммопластику (увеличение груди или её коррекция);
2. орхиэктомию (удаление яичек);
3. пенэктомию (удаление тела полового члена);
4. феминизирующую вагинопластику (создание влагалища из кожи члена методом пенильной инверсии, половых губ из кожи мошонки и клитора из лоскутка головки полового члена);
5. липосакцию (удаление избыточных жировых отложений на животе и талии);
6. глютеопластику (увеличение или коррекция формы ягодицы);
7. хондроларингопластику (уменьшение размера кадыка);
8. феминизирующую лицевую хирургию (изменение бровей, век (блефаропластика), скул, подбородка, носа (ринопластика) в том числе путём стачивания костей черепа).
9. глоттопластику (феминизация голоса: крикотироидное сближение, стандартная лазерная или лазерная редукционная глоттопластика[6]);
10. пожизненную гормональную терапию из-за отсутствия половых желёз.

## Маскулинизирующие операции
Хирургические операции для смены женских признаков на мужские могут включать следующие вмешательства:
1. реконструкцию груди по мужскому типу (удаление молочных желёз, уменьшение соска);
2. оофорэктомию (удаление яичников), гистерэктомию (удаление матки) и сальпингэктомию (удаление фаллопиевых труб)[7][8];
3. вагинэктомию или маскулинизирующую вагинопластику (удаление или хирургическое закрытие влагалища);
4. скротопластику, протезирование яичек, фаллопластику[англ.] (создание фаллоса из тканей тела) или метоидиопластику (создание фаллоса из клитора);
5. маскулинизирующую лицевую хирургию (изменение черт лица для придания им более мужественного вида:  нос, подбородок, челюсть, кадык, линия роста волос);
6. имплантацию силикона (увеличение подбородка, икроножных мышц и др.);
7. липосакцию (удаление жировых отложений в груди, животе и на ягодицах).
8. пожизненную гормональную терапию из-за отсутствия половых желёз.

Однако не все трансгендерные люди проходят весь возможный объём операций по коррекции пола. Цисгендерные люди также могут делать некоторые из вышеперечисленных операций с целью бо́льшей маскулинизации или, наоборот, феминизации.

## Известные люди, совершившие хирургическую коррекцию пола
- Андреас Кригер — спортсмен из ГДР
- Сёстры Вачовски — кинорежиссёры
- Дана Интернешенл — израильская певица
- Балиан Бушбаум — немецкий спортсмен
- Брэндон Тина — жертва преступления на почве ненависти
- Чез Боно — сын Шер, ЛГБТ-правозащитник, писатель, актёр и музыкант
- Билли Типтон — американский пианист, саксофонист и джазовый музыкант
- Томас Бити — первый «беременный мужчина»
- Ким Петрас — немецкая певица
- Андреа Пежич — австралийская модель
- Эллиот Флетчер — актёр, музыкант, ЛГБТ — правозащитник
- Кейтлин Дженнер — американская телезвезда, олимпийский чемпион по легкой атлетике
- Эллиот Пейдж — канадский актёр, режиссёр и продюсер
- Хантер Шафер — американская модель, актриса, художница и активистка движения за права ЛГБТ